# Oleg Żakow
Oleg Pietrowicz Żakow (ros. Олег Петрович Жаков; ur. 19 marca?/1 kwietnia 1905 w Sarapule, zm. 4 maja 1988 w Piatigorsku) – radziecki aktor filmowy. 

## Życiorys
Uczył się w Leningradzkim Technikum Sztuki Scenicznej. Karierę filmową rozpoczął u FEKS-ów. Wystąpił w ponad 90 filmach. Zadebiutował w 1926 roku w filmie Grigorija Kozincewa i Leonida Trauberga pt. Szynel.

## Wybrana filmografia
- 1982: Hipodrom jako Rogozin
- 1978: Front za linią frontu jako Dziadek Matwiej Jegorowicz
- 1974: Rozerwany pierścień jako Dziadek Matwiej
- 1973: Szukam człowieka jako Iwan Grigorjewicz
- 1969: Nad jeziorem jako Barmin
- 1968: Siedmiu braci Cervi jako  Alcide Cervi
- 1968: Błąd rezydenta jako Dębowicz
- 1966: Opowieść jak z bajki
- 1963: Ślepy pelikan[3]
- 1962: Sąd[4]
- 1962: Droga do przystani[5]
- 1955: Zamach na port[6]
- 1954: Ogień w kniei[7]
- 1953: Skanderbeg jako Tanusz Topia
- 1948: Bogaty plon[8]
- 1946: W imię życia[9]
- 1946: Synowie[10]
- 1946: Biały Kieł[11] jako Weedon Scott
- 1944: Najazd[12]
- 1942: Mordercy wychodzą na drogę jako kapitan
- 1938: Wielki obywatel[13] jako Siergiej Borowski
- 1938: Profiessor Mamłok jako Rolf Mamlock
- 1936: Delegat floty[14]
- 1936: My z Kronsztadtu jako Draudin
- 1933: Moja ojczyzna jako Alabjew
- 1929: Nowy Babilon jako żołnierz
- 1927: Sojusz wielkiej sprawy jako młody żołnierz
- 1926: Płaszcz jako kolega Baszmaczkina

## Nagrody i odznaczenia
- Ludowy Artysta ZSRR (1969)[15]
- Nagroda Stalinowska (1946)
- Nagroda Państwowa ZSRR (1971)
- Order Czerwonego Sztandaru Pracy (1938)
- Order Czerwonej Gwiazdy (1944)
- Order Przyjaźni Narodów (1985)

Źródło:.